# Chastelendossen
Der Chastelendossen (auch Kastelendossen, 1883 m ü. M.) liegt auf der Nordseite des Pilatusmassivs bei Luzern in der Schweiz. Er stellt ein bollwerkartiges Massiv an der Nordabdachung des Tomlishorns in den Emmentaler Alpen dar. Er wurde schon 1380 erwähnt. Meistens wird er im Zusammenhang mit der Begehung des alten Tomliwegs (zum Tomlishorn) bestiegen. An seinem höchsten Punkt befindet sich ein Gipfelbuch.
Das begraste, mit Karren durchsetzte Gipfelplateau wird von Süden her, von der Chastelenquelle aus problemlos in wenigen Minuten erstiegen. Die rund 80 m hohe Wand (NO-NW) ist auch durch eine schwierige Kletterroute erschlossen.

## Etymologie
«Chastelen» (lat. castellum, mittelhochdeutsch cástel, neuhochdeutsch Kastéll = Burg). Auf das Gelände übertragen steht der Ausdruck oft für blockartige Felsbastionen.
«Dossen» leitet sich von lat. dorsum = Rücken ab. Er bedeutet, auf das Gelände übertragen, einen Bergrücken, namentlich einen solchen, um den der Wind besonders lautstark tost (lautliche Verwandtschaft).

## Geologie
Der Gipfelbereich des Chastelendossen wird durch ein relativ isoliertes, steilstehendes Stück des unteren Schrattenkalks aufgebaut. Hangwärts sind noch die unter dem Schuttfeld verschwindenden Drusbergschichten anstehend. Talwärts liegt der Schrattenkalk diskordant auf den Mergeln des Valanginiums (Vitznauermergel).
Bei der Bildung der Tomlishornfalte, welche im Profil über den Chastelendossen ihre maximale Entwicklung erreichte, wurden der Gewölbekern und der Nordschenkel weit nach NNW hinausgeschoben und schliesslich erodiert. Der Chastelendossen stellt ein auf halbem Wege zurückgebliebenes Stück des Nordschenkels dar.